# 偽ドミトリー4世
偽ドミトリー4世（にせドミトリーよんせい、ロシア語: Лжедмитрий IV ルジドミートリイ・チトヴョールトィイ、生没年不詳）は、動乱時代のロシアに現れた僭称者の一人。1611年ないし1612年頃、ロシア南部のアストラハンで活動したが、その正体も含め不明な点が多い。「アストラハンの悪党」（Астраханский вор）とも呼ばれる。

## 来歴
この人物についてのおそらく唯一の情報は、1612年初頭にモスクワのボヤーリンがコストロマとヤロスラヴリの町へ送った手紙の中にある短い記述である。ポーランドのヴワディスワフ王子の支持者であった手紙の送り主は、「プスコフの悪党」（偽ドミトリー3世）を非難しつつ、さらに「カルーガの悪党を殺したピョートル・ウルソフ公の手により、アストラハンに別の悪党ディミートリイ（Димитрій）が現れた」と付け加えている。
タタールの公であるピョートル・ウルソフは「カルーガの悪党」こと偽ドミトリー2世を殺害したため、偽ドミトリー2世を支持するドン・コサック及びヴォルガ・コサックからの報復を避けるべく、自らの手下を偽ドミトリー4世として擁立したものと見られる。
また、同年に書かれた文学『モスクワ国家の没落と最終的な破滅への嘆き』（Плач о пленении и о конечном разорении Московского государства）には、ツァレーヴィチ（皇子）を僭称した者としてイヴァン・アヴグスト、ラヴル（ラヴレンチー）とともに「グリイ」（Гурий）なる人物が列挙されている。おそらくカザンで作られたこの作品は、ヴォルガ川周辺に現れた僭称者について言及しているものと見られる。イヴァン・アヴグストは1606年頃に活動したコサック出身の僭称者で、ラヴルは1608年頃に活動した同じくコサック出身の僭称者である。この二人が時系列順に登場することから、後に続く「グリイ」は偽ドミトリー4世のことを指している可能性がある。